# Cap Tagany Rog
Le cap Tagany Rog (en russe : Таганий Рог) est un cap situé dans la partie nord de la baie de Taganrog de la mer d'Azov dans l'oblast de Rostov en Russie. C'est aussi l'endroit de la vieille ville de Taganrog, qui a elle-même été nommée du nom du cap.

## Description
Certaines sources affirment que Tagany Rog signifie haut cap en langue tatare. Une autre interprétation dit que le nom signifie feu sur le cap, faisant allusion à l'existence là-bas d'un phare pour les marins dans les temps anciens.
La première mention du cap Tagany Rog date du 6 septembre 1489, date à laquelle le grand-prince de Moscou Ivan III envoya deux lettres au Khan de Crimée Mengli Ier Giray et à Taman Prince Zaccaria de Guizolfi. La lettre à Zaccaria contient des informations sur le lieu de la réunion secrète entre leurs représentants.
Les travaux sur la construction du port et de la forteresse à Tagany Rog ont commencé sur les ordres de Pierre Ier le Grand en 1696, après la prise d'Azov.